# 麥振江
麥振江（英語：Jimmy Mak，1954年12月12日—），前香港節目主持及製作人員，因主持《警訊》長達15年而為人認識。他肄業於1973年第3期無綫電視藝員訓練班，卻畢業於1976年麗的電視第1期藝員訓練班。現活躍於處理藝進同學會會務，擔任副會長崗位。

## 背景

### 早年生活
麥振江是家中獨子，生於中國內地，幾歲時定居香港。其父親赴港發展前為於廣東表演碎大石及吞纓槍和售賣膏藥的賣藝者，赴港後於廟街擺檔作雜技演出，又會租借單位提供跌打服務。麥振江成長於柴灣邨，童年階段會在徙置區對出的海邊釣魚，1966年畢業於柴灣官立小學下午校小六年級。由於未能通過升中試獲得資助學額，所以他到當時位於灣仔萬茂徑的私立文理書院完成中一至中五課程（1971年中五），繼而轉到新法書院大坑道分校修畢中七預科學位（1974年中七）。
他在讀文理書院時曾代表學校參加校外乒乓球比賽，課餘期間也會到住處附近的小童群益會與同齡鄰居切磋球技。另一方面分別在香港中學會考及香港高等程度會考中表現中規中矩，但未能考入香港中文大學。本來希望藉著考入中文大學以脫離柴灣區生活，並入住學生宿舍。他雖然未能如願，仍同步報考香港高級程度會考，結果未能憑及格成績考入香港大學。

### 事業發展
麥振江就讀中六時曾被同學誤以為是當年參演無綫電視劇集《春暉》的演員潘志文（於劇中飾演男學生），令他對電視行業產生興趣，由是於1973年報考第3期無綫電視藝員訓練班，與潘嘉德、任達華、周潤發、盧海鵬、吳孟達、鄧英敏、余家倫、煒烈等人成為同學。當時麥振江一邊唸中七預科，一邊於晚間到廣播道唸訓練班。惟後來的氣胸問題迫使他進入東華東院和養和醫院接受治療兩個月，他唯有休學，最終錯過了訓練班的考核期而被淘汰。只入讀訓練班不足3個月，他決定繼續預科學業，維時1974年1月。同期他從媒體得知郵政署招聘郵務員，便前往應徵，且獲聘用於中環德輔道中舊郵政總局大樓上班。
及後陳有后於1974年暑假有意安排麥振江加入第4期無綫電視藝員訓練班，麥振江最後接納叔父的建議，於1974年至1978年入讀香港浸會大學，修讀傳理學系榮譽文憑，專修電視廣播專業，與梁繼璋、蕭潮順、胡志偉、鄭丹瑞、袁志偉、葉家寶、湯正川等人為同學，到了1975年初才辭去郵務員一職。
1975年初，麥振江報考麗的電視第1期藝員訓練班，跟張美璉、黎漢持、歐陽珮珊等人成為同學。1976年畢業前後以兼職藝員身份出演麗的電視劇集內的跑龍套角色。1976年則得到電視台推薦、被政府新聞處選中任「歡樂篷車」推廣活動司儀與策劃人，負責宣傳清潔香港運動、滅罪、警察招募等項目。一次總督察劉啟法以為主持活動的是潘志文，適逢《警訊》需要主持人手，劉氏遂介紹於當年活動上被誤認為樣貌跟潘志文相似的麥振江試鏡，自此麥振江加入《警訊》逾15年。此外，他被相中任該節目的主持與香港電台電視部改變節目風格有關。事緣香港電台節目製作組於1976年為拉近警方與市民的關係，於是決定尋找警隊以外的人士來主持改變形式後的節目《警訊》（合併另一節目《警察與民眾》）；繼足球評述員葉觀楫、藝人潘志文以及香港電台員工麥世亮（後為香港電台機構及對外事務組總監）之後，麥振江於1979年獲賞識擔任《警訊》第四位主持。
他由1979年起至1994年主持節目，期間因對製作感興趣，於是兼做幕後工作，包括自編自導自演短劇或案件重演環節，曾獲前警務處處長顏理國頒發警務人員獎狀以茲嘉許。1976年至1985年同時期包辦「歡樂篷車」所有籌備、主持以至撰寫活動報告事宜。1985年至1997年製作《繩之於法》。而在1994年往後，他長期擔任《警訊》的外景編導，亦於1997年左右被抽調負責編導或製作其他香港電台電視部節目如《報看天下》、《五稜鏡》、《城市論壇》（約2003年至2004年），間中還兼任《五稜鏡》及《城市論壇》主持人。從1979年至1981年，他只是一名非公務員合約主持。1981年起便正式加入香港電台，任職公共事務組助理製作主任。
及至2014年，麥振江退休。此前他曾於2000年代短暫離開香港電台另覓發展，2010年代再次專注製作《警訊》。2022年擔任香港警務處公共關係部節目《警聲直播》顧問。除此之外，他一直活躍於處理藝進同學會會務，於1990年加入執行委員會，至今是藝進同學會副會長（另外兩位副會長是黃澤鋒和甄懋強）。演戲方面，因為有戲癮，因此他會接拍影視作品。他之所以會接拍電影《毒舌大狀》，契機起自導演吳煒倫認為他的形象合適，是以向他提出演出邀請。

## 個人生活
麥振江已婚，妻子賀氏是友邦保險資深分區經理。2人婚後育有兩名女兒，其中長女是前無綫新聞主播麥詩敏。

## 演出作品
*以下列表記錄了麥振江演出過的作品，若有遺漏，請協助補充相關資料。

### 節目主持
- 1979年至1994年：警訊
- 少年警訊
- 切身處地
- 五稜鏡
- 2004年：城市論壇[14]

### 電視作品
- 約1975年：紫荊花（司儀、麗的電視）
- 1978年：TVB劇集 星期日首映 之 灯（飾大學生）

### 電影
- 1980年：籠裏雞　飾　警訊主持
- 1980年：有料到（皇家綫民）　飾　高級督察
- 1981年：童軍樂　飾　星座仔父親
- 2018年：對倒　飾　總警司
- 2023年：毒舌大狀　飾　高等法院原審法官

## 節目嘉賓
- 2021年：無可比擬的演藝泰斗永遠懷念吳孟達（無綫電視）

## 外部連結
- 麥振江的Facebook專頁